# Elección presidencial de Alemania de 2009
Una elección presidencial indirecta se celebró en Alemania el 23 de mayo de 2009. El presidente de Alemania fue elegido por la Asamblea Federal, que se compone de los miembros del Bundestag y un número igual de miembros designados por los Landtags.
El titular Horst Köhler (con el apoyo del CDU/CSU y FDP) se postuló a la reelección y se enfrentó a Gesine Schwan (apoyada por el SPD y Alianza 90/Los Verdes).
Die Linke (sucesora del Partido del Socialismo Democrático) indicó que podía estar dispuesta a apoyar a Schwan si el SPD acordaba estar abierto a la cooperación con el partido a nivel federal. Finalmente la colectividad decidió presentar su propio candidato. El partido nominó al activista del partido y actor de televisión Peter Sodann el 14 de octubre de 2008.
Frank Rennicke fue nominado como candidato común del NPD y su partido hermano, la DVU.
Después de las elecciones del estado de Hesse en enero de 2009 (comicios que fortalecieron a la CDU y al FDP) y la promesa de los Freie Wähler  de apoyar a Köhler, su reelección fue vista como probable; Sin embargo, la CDU/CSU, el FDP y los Freie Wähler tenían una escasa mayoría en la Asamblea Federal (50,16%), lo que hizo de los comicios una elección muy competitiva. Al final, Köhler fue reelegido en la primera vuelta de las elecciones con 613 votos, lo cual era exactamente el número mínimo de votos necesarios para no pasar a segunda vuelta. La socialdemócrata Gesine Schwan fue su rival más cercana. La elección fue vista por algunos como un indicador importante para las elecciones federales de septiembre. 

## Encuestas
De acuerdo con una encuesta realizada en noviembre de 2008, el 67% de la población daba su apoyo a Horst Köhler, el 12% a Gesine Schwan y el 8% a Peter Sodann.
Según una encuesta realizada el 8 de mayo de 2009, el 72% de los ciudadanos alemanes apoyaban a Horst Köhler, el 13% a Gesine Schwan y el 3% a Peter Sodann.
Una encuesta realizada por el instituto Allensbach el 19 de mayo de 2009 reveló que el 60% de los ciudadanos alemanes votarían por Köhler, el 13% por Schwan y el 4% por Sodann. El 23% no respondió.

## Composición de la asamblea electoral
| Partido | Partido                                                         | Escaños | %     |
| ------- | --------------------------------------------------------------- | ------- | ----- |
|         | CDU/CSU                                                         | 497     | 40.6% |
|         | SPD                                                             | 418     | 34.2% |
|         | FDP                                                             | 107     | 8.7%  |
|         | Los Verdes                                                      | 95      | 7.8%  |
|         | Die Linke                                                       | 90      | 7.4%  |
|         | Freie Wähler                                                    | 10      | 0.8%  |
|         | NPD                                                             | 3       | 0.2%  |
|         | DVU                                                             | 1       | 0.1%  |
|         | SSW                                                             | 1       | 0.1%  |
|         | Miembros del Bundestag sin afiliación a ningún partido político | 2       | 0.2%  |
|         |                                                                 | 1,224   |       |

Nota: Si bien el partido Die Linke contaba efectivamente con 90 electores, solo 89 pudieron sufragar en la elección, debido a la enfermedad del diputado Wolfgang Gehrcke.

## Resultados
| Candidato                   | Votos | %      | Apoyo político            |
| --------------------------- | ----- | ------ | ------------------------- |
| Horst Köhler                | 613   | 50.08  | CDU/CSU/FDP/Freie Wähler  |
| Gesine Schwan               | 503   | 41.09  | SPD/Alianza 90/Los Verdes |
| Peter Sodann                | 91    | 7.43   | Die Linke                 |
| Frank Rennicke              | 4     | 0.33   | NPD/DVU                   |
| Votos en blanco             | 10    | 0.82   | -                         |
| Votos inválidos             | 2     | 0.16   | -                         |
| Electores que no sufragaron | 1     | 0.08   | -                         |
| Total de votos emitidos     | 1223  | 99.92  | -                         |
| Total de electores          | 1224  | 100.00 | -                         |

## Anécdotas sobre la elección
La noticia de que Horst Köhler había sido reelegido presidente, fue publicada prematuramente vía Twitter por los miembros del Parlamento Julia Klöckner y Ulrich Kelber. Antes de que el presidente del Bundestag, Norbert Lammert, alrededor de las 14:30 horas anunciase el resultado oficial del conteo de votos, Kelber publicó a las 14:15 y Klöckner a las 14:18, que la votación había sido un éxito. 
Otro error fue que (de acuerdo a la tradición llevada a cabo después de cada elección presidencial) la banda entró antes de tiempo en la sala y los ramos de flores también se distribuyeron prematuramente. Volker Beck comentó a las 14:24 esta anécdota en Twitter, calificándola como el "peor escenario de protocolo", y además envió otro tuit a las 14:29 en donde manifestaba su intención de comentarlo y debatirlo posteriormente en el Bundestag.  El presidente del Bundestag, Lammert, lamentó lo sucedido.